# Willem Van Eynde
Willem ("Wim") Van Eynde (Lier, 24 juli 1960) is een Belgisch voormalig wielrenner. Hij reed het grootste deel van zijn carrière voor Lotto. Zijn beste prestatie in een wielerklassieker was een derde plaats in de Waalse Pijl van 1989.

## Belangrijkste overwinningen
1981
- Omloop het Nieuwsblad (Beloften)

1982
- Eindklassement Ruban Granitier Breton

1987
- Binche-Doornik-Binche

1993
- Ronde van Keulen

## Resultaten in voornaamste wedstrijden
| Jaar | Ronde van Italië | Ronde van Frankrijk | Ronde van Spanje |
| ---- | ---------------- | ------------------- | ---------------- |
| 1983 |                  |                     |                  |
| 1984 |                  |                     |                  |
| 1985 |                  | 93e                 |                  |
| 1986 |                  | 102e                |                  |
| 1987 |                  | 126e                |                  |
| 1988 |                  |                     |                  |
| 1989 |                  |                     |                  |
| 1990 |                  | 97e                 |                  |
| 1991 |                  |                     |                  |

| Jaar | Milaan-San Remo | Gent-Wevelgem | Ronde van Vlaanderen | Amstel Gold Race | Luik-Bast.‑Luik | Ronde van Lombardije | Brabantse Pijl | Waalse Pijl |
| ---- | --------------- | ------------- | -------------------- | ---------------- | --------------- | -------------------- | -------------- | ----------- |
| 1983 |                 |               |                      |                  |                 |                      |                | 30e         |
| 1984 |                 |               |                      |                  |                 |                      |                | 21e         |
| 1985 | 106e            |               |                      | 25e              |                 |                      |                |             |
| 1986 |                 |               |                      |                  |                 |                      |                | 49e         |
| 1987 |                 |               | 30e                  |                  |                 |                      | 11e            |             |
| 1988 | 86e             | 72e           | 78e                  |                  |                 |                      | 10e            |             |
| 1989 |                 |               |                      |                  | 98e             |                      |                | ↑           |
| 1990 |                 |               |                      | 91e              | 92e             |                      |                |             |
| 1991 |                 |               |                      |                  | 85e             | 43e                  |                | 38e         |